# گیوم دوپاردیو
گیوم دوپاردیو (فرانسوی: Guillaume Depardieu‎؛ زاده ۷ آوریل ۱۹۷۱ – درگذشته ۱۳ اکتبر ۲۰۰۸) یک هنرپیشه اهل فرانسه بود. وی بین سال‌های ۱۹۷۴ تا ۲۰۰۸ میلادی فعالیت می‌کرد.
از فیلم‌ها یا مجموعه‌های تلویزیونی که وی در آن‌ها نقش داشته‌است می‌توان به ناپلئون، تمام صبح‌های جهان و در جنگ اشاره نمود.